# Régine Chassagne
Régine Chassagne (ur. 19 sierpnia 1977 w Montrealu) – kanadyjska piosenkarka, autorka tekstów piosenek, multiinstrumentalistka, współzałożycielka wraz z mężem Winem Butlerem indierockowego zespołu Arcade Fire.

## Życiorys
Dorastała w Saint-Lambert nieopodal Montrealu. Jej rodzice pochodzą z Haiti, skąd w latach 60. XX wieku wyemigrowali podczas dyktatury François Duvaliera.
Nauczyła się śpiewać i grać na kilku instrumentach, w tym na pianinie, gitarze, akordeonie, mandolinie, flecie, ksylofonie czy harmonijce ustnej. W 1998 roku uzyskała tytuł licencjata w dziedzinie komunikacji społecznej na Uniwersytecie Concordia, a następnie uczęszczała na Uniwersytet McGilla, gdzie przez jakiś czas uczyła się śpiewu jazzowego i jednocześnie śpiewała w grupach wykonujących muzykę dawną i jazz latynoski.
W 2000 roku na otwarciu wystawy sztuki poznała Wina Butlera, studenta z Teksasu, który właśnie rozpoczął studia na Uniwersytecie McGilla. Szukał on w tym czasie członków, którzy pomogliby mu założyć zespół Arcade Fire. Powstał on w 2001 roku.
Była także zaangażowana w działalność grupy Les Jongleurs De La Mandragore, a także z duecie jazzowym Azúcar. Napisała również muzykę do filmu krótkometrażowego Davida Ulotha z 2002 roku pn. The Shine, a także wzięła udział w projekcie charytatywnym UNICEF w ramach North American Halloween Prevention Initiative, wykonując wraz z Winem Butlerem piosenkę „Do They Know It's Hallowe'en?” w 2005 roku.
W zespole Arcade Fire gra na wielu instrumentach (akordeon, perkusja, ksylofon, lira korbowa i instrumenty klawiszowe). Wykonuje także wokal prowadzący w niektórych utworach zespołu. Jej bogate pochodzenie kulturowe wpłynęło na jej muzykę, wplatając haitańskie rytmy i elementy folkowe w paletę dźwięków zespołu. Pisze także teksty piosenek dla Arcade Fire.
W 2010 roku współzałożyła wspólnie z Dominique Anglade fundację Knape, mającą na celu pomoc Haiti w walce z ubóstwem.

## Życie prywatne
Od 2003 roku jest zamężna z muzykiem Winem Butlerem. W 2013 roku urodził się ich syn Eddie.

## Nagrody i wyróżnienia
- Doktorat honoris causa Uniwersytetu Concordia (2016)[14]
- Order Sztuki i Literatury Quebecu(inne języki) (2017)[15]